# Wydawnictwo KR
Wydawnictwo KR – polskie wydawnictwo specjalizujące się w publikacjach humanistycznych.

## Historia
Założycielami wydawnictwa byli Marek Krzyśkow i Robert Reszke. Ich pierwszą wydaną książką była Kultura jako źródło cierpień Sigmunda Freuda (wyd. 1992). W latach 90. XX wieku KR było częścią nieformalnej Grupy Wydawniczej Aletheia, która obejmowała także wydawnictwa Aletheia, Wrota i Spacja. Od 2000 do śmierci w 2012 wydawnictwo prowadził samodzielnie Robert Reszke, który tłumaczył także dla KR S. Freuda i C.G. Junga, a za wydanie czterech tomów dzieł S. Freuda i pięciu tomów dzieł C.G. Junga otrzymał Nagrodę „Literatury na Świecie” za 1998 rok. Po śmierci Roberta Reszkego działalność wydawnictwa kontynuował brat zmarłego – Waldemar Reszke.
Do najważniejszych edycji KR należały dzieła zebrane Sigmunda Freuda oraz dzieła zebrane Carla Gustava Junga (a także liczne prace tego ostatniego spoza korpusu dzieł zebranych), a także prace takich autorów, jak  Roland Barthes, Georges Bataille, Gilles Deleuze, Jacques Derrida, Umberto Eco, Mircea Eliade, Hermann Hesse, James Hillman, William James, Karl Jaspers, Pierre Klossowski, Jacques Lacan, Ronald David Laing, a z polskich autorów m.in. Leszek Kolankiewicz, jako tłumacz M. Eliadego i E. Ciorana współpracował z KR Ireneusz Kania. W latach 1992–2011 KR wydało 81 nowych tytułów.